# Џеферсонвил (Џорџија)
Џеферсонвил (енгл. Jeffersonville) град је у америчкој савезној држави Џорџија. По попису становништва из 2010. у њему је живело 1.035 становника.

## Демографија
Према попису становништва из 2010. у граду је живело 1.035 становника, што је 174 (14,4%) становника мање него 2000. године.
| Група             | 2000.       | 2010.       |
| Белци             | 439 (36,3%) | 380 (36,7%) |
| Афроамериканци    | 754 (62,4%) | 612 (59,1%) |
| Азијати           | 2 (0,2%)    | 4 (0,4%)    |
| Хиспаноамериканци | 33 (2,7%)   | 21 (2,0%)   |
| Укупно            | 1.209       | 1.035       |